# Солдатик
- О фильме см. «Солдатик»

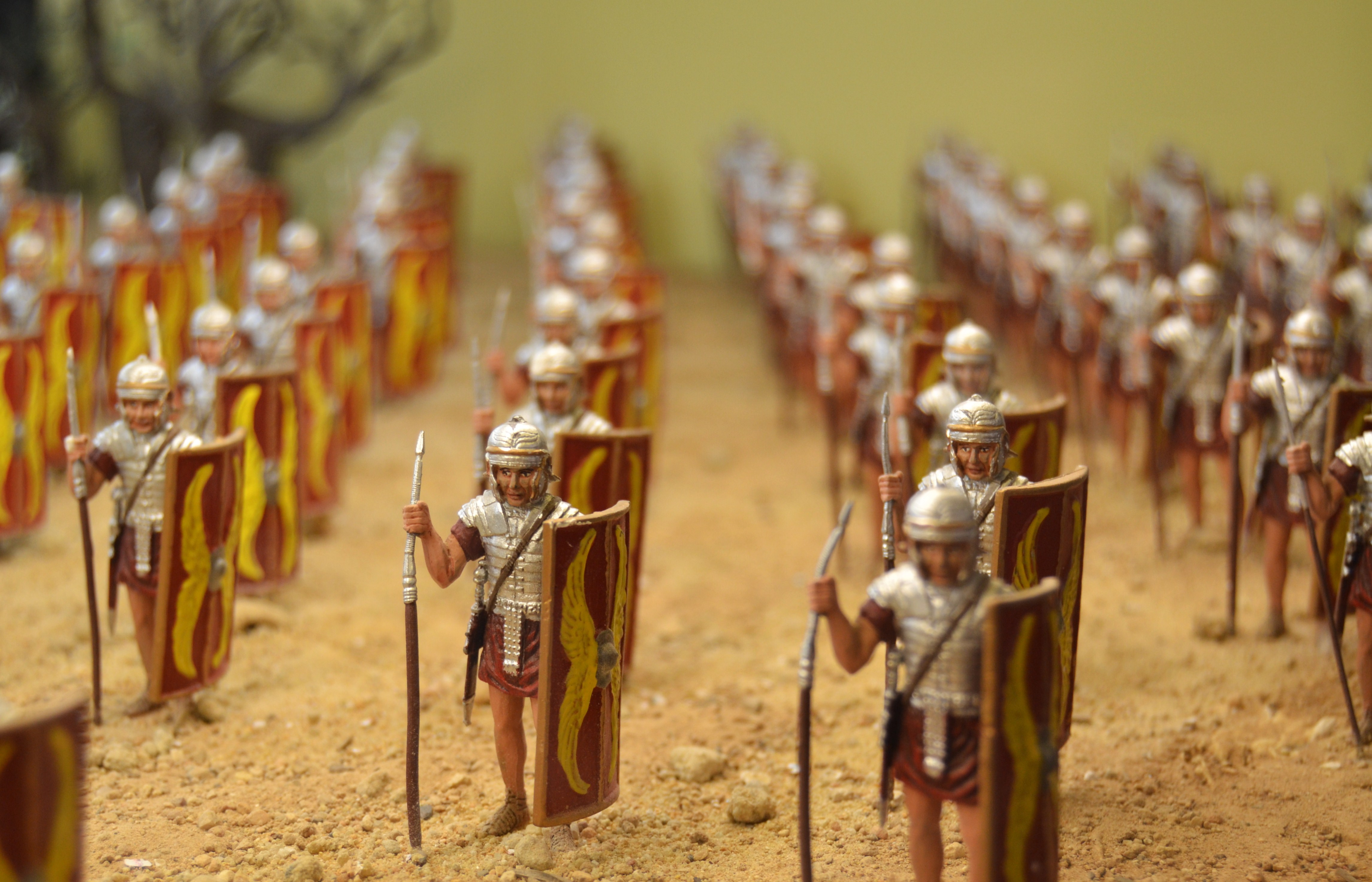
Римские легионеры. Музей оловянных солдатиков Л’Ибер в Валенсии

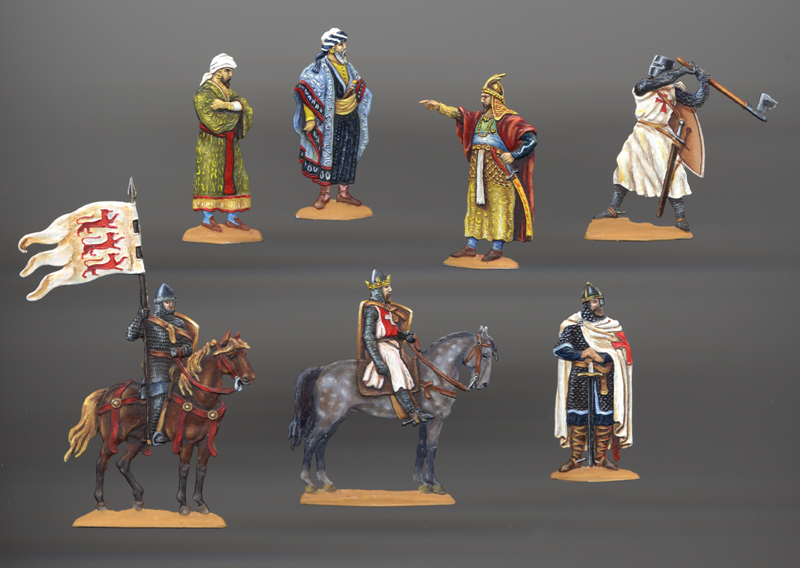
Солдатики фирмы Louislilje из серии «Крестовые походы»

Солдатик, игрушечный солдат — миниатюрная фигурка, изображающая воина государств Древнего мира, Средневековья, военнослужащего регулярных или иррегулярных армий нового и новейшего времени, в том числе специальных войск, или же вооружённого мирного жителя, используемая для сюжетной или ролевой игры на полу или на столе. Термин применяется для любых миниатюрных игрушечных фигурок военных и гражданских всех времён и народов — например, римлян, викингов, рыцарей, пиратов, индейцев, ковбоев и др. С точки зрения детализации, солдатики варьируются от простой игрушки до весьма реалистичных и детализированных моделей.
Обычный размер солдатиков — от дюйма до 6—7 см, наиболее распространённый — 54—60 мм (масштаб 1:32 и 1:30). Более крупные фигурки и куклы могут также быть одеты в военную форму, но формально к солдатикам не относятся. Самые распространённые материалы для изготовления солдатика — пластик и олово.
Обычно с помощью солдатиков играют в боевые действия (войны) или в парады и манёвры, поэтому солдатиков для игры должно быть много. Как правило, играют в них мальчики, но специально для девочек выпускались наборы не только военных, но и так называемых «гражданских» серий, с такими же по размеру, как и солдатики, фигурками мирных жителей, животных, разных предметов местности и зданий, разнообразивших игру в солдатики мирными сценами.

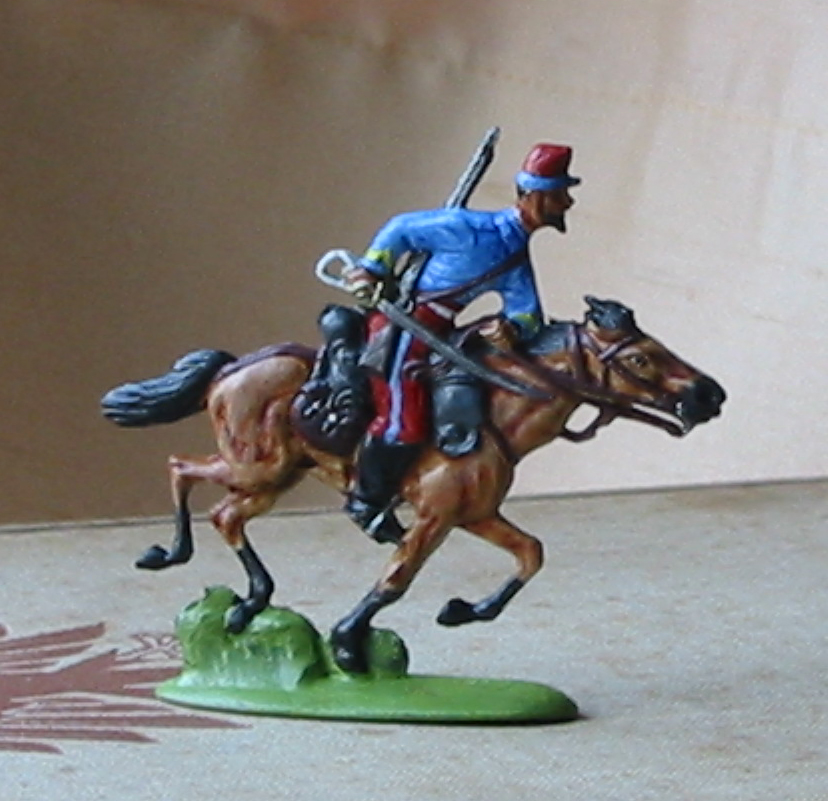
Солдатик, изображающий французского егеря в Африке

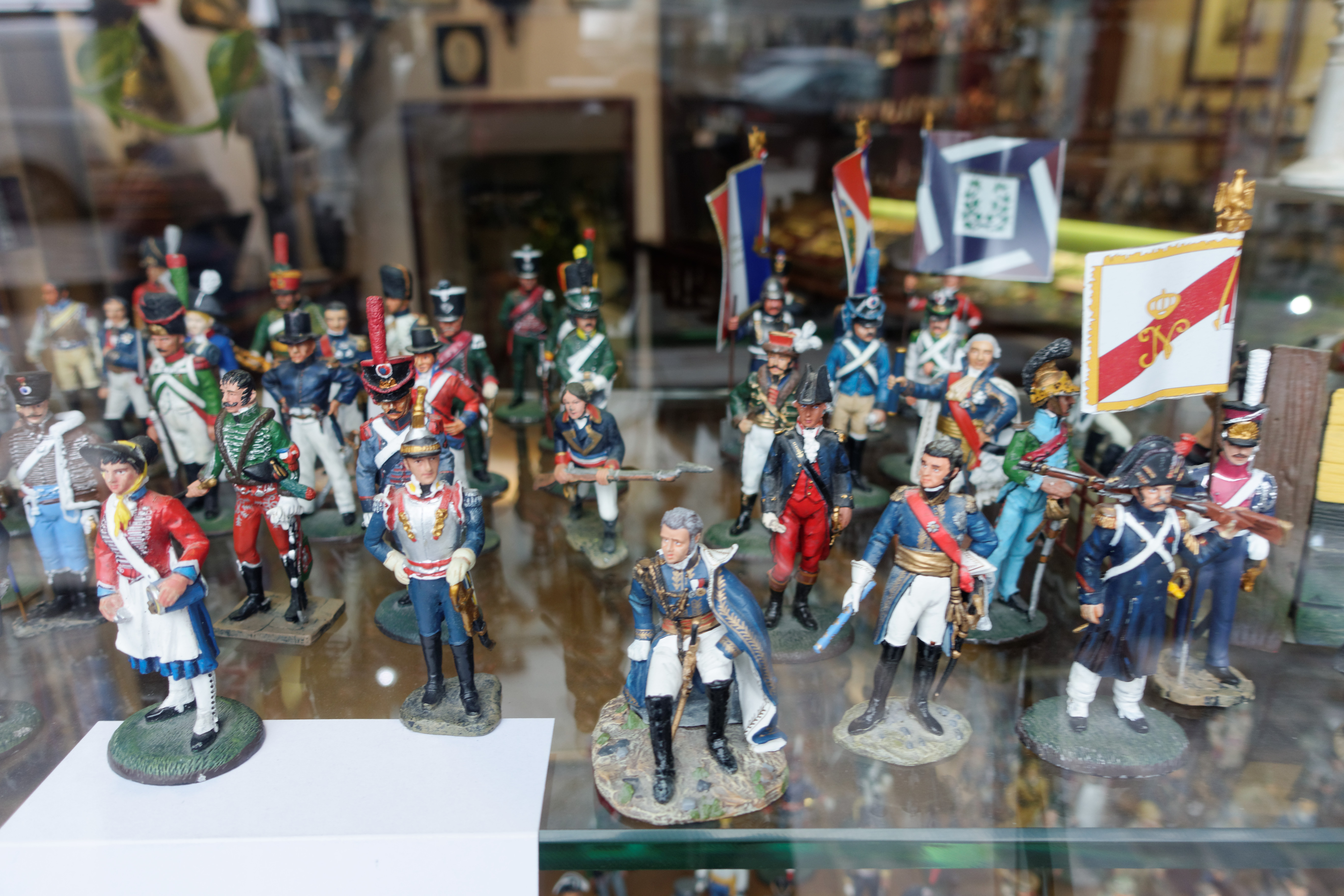
Оловянные солдатики «Великой армии» на выставке в Париже, 2014 г.

## Военно-исторические миниатюры

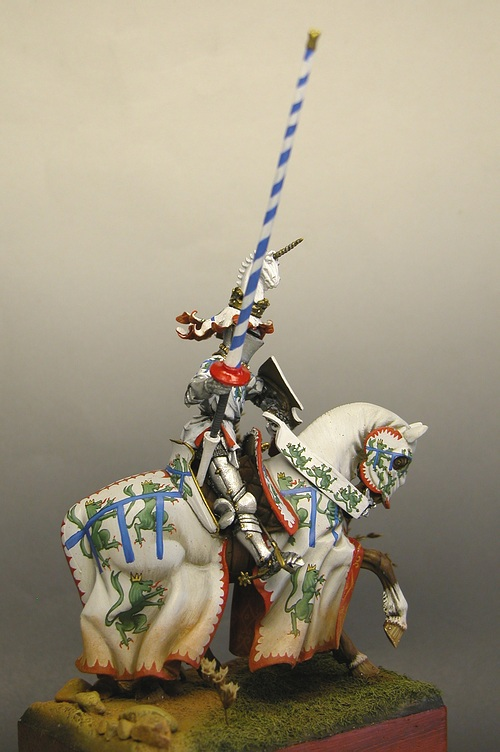
Военная миниатюра, изображающая бургундского рыцаря Жильбера де Ланнуа, кавалера Ордена Золотого Руна, в турнирном вооружении

От солдатиков обычно отличают военно-исторические миниатюры, которые характеризуются большей исторической достоверностью, лучшей детализацией и профессиональной росписью, а также имеют стандартизованный масштаб. Мастер-модели для таких миниатюр изготовляются с участием специалистов в области военной истории, археологии, униформологии, геральдики, фалеристики и пр. Для изготовления пластмассовых миниатюр необходимы промышленные пресс-формы, в то время как для оловянных военно-исторических миниатюр (ВИМ) их часто изготавливают кустарным способом. Военные миниатюры выпускаются, как правило, ограниченными тиражами, предлагаются по более высокой цене и изначально не рассчитаны на массового потребителя. Пластмассовые миниатюры чаще используют не для игр, а для коллекционирования и моделизма, также экспонирования на выставках, дополнения музейных экспозиций, создания военно-исторических диорам и прочего. Наиболее популярные масштабы военно-исторических миниатюр — 1:35 и 1:72 (для пластмассовых) и 1:32 (54 мм) для оловянных. Реже встречаются фигурки, которые годятся как для игр, так и для выставочных диорам.

## История

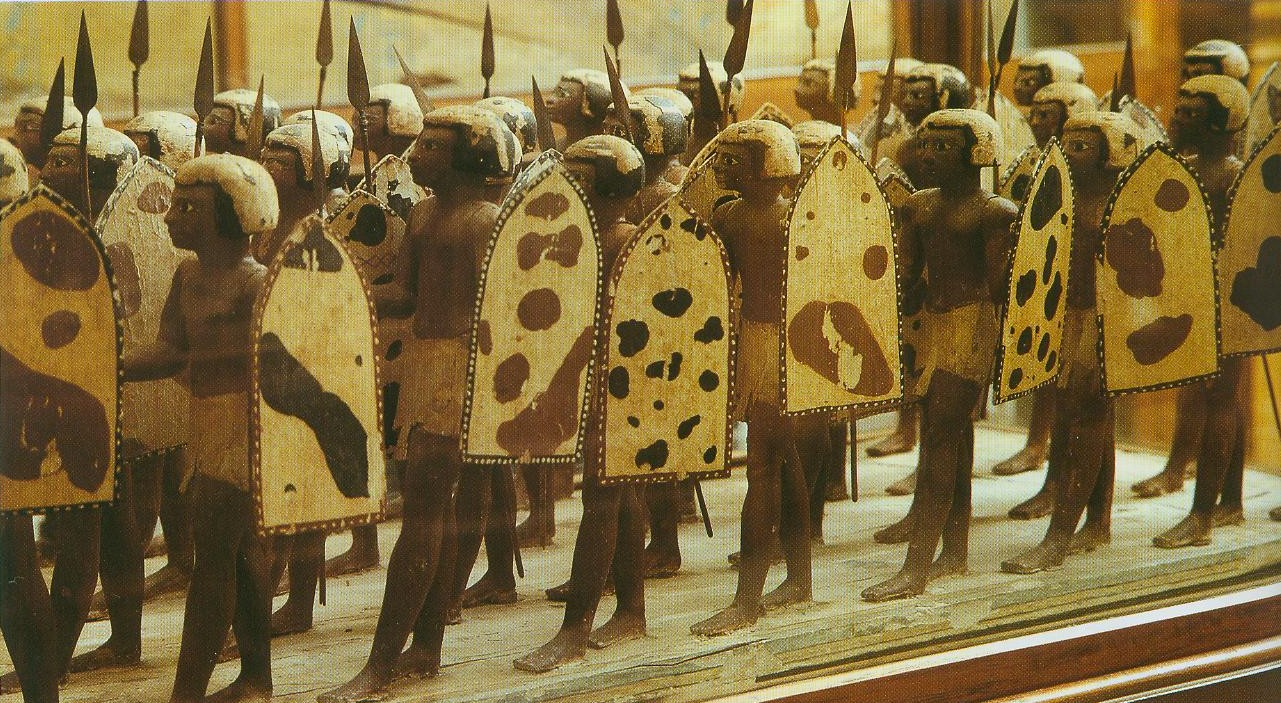
Ушебти в виде египетских воинов из гробницы Месехти, номарха Асьюта. XX в. до н. э.

Древнейшие фигурки воинов-солдат появились в Древнем Египте во времена Среднего царства, около 2000 года до н. э. В эту эпоху распространяется обычай помещать в гробницы знати посвятительные фигурки ушебти, как правило, из раскрашенного дерева. Целых два набора таких ушебти в виде отрядов египетских воинов с копьями и щитами и нубийских лучников были обнаружены в гробнице Месехти, номарха Асьюта (Ликополя) (X династия, XX в. до н. э.) и ныне находятся в экспозиции Каирского музея. Примерно этим же временем датируются деревянные раскрашенные фигурки легковооружённого воина нубийской пехоты и египтянина в тяжёлых доспехах, найденные в гробнице сына фараона Эмсаха.
Похожие солдатики существовали в Древней Греции и Древнем Риме, где при раскопках ученые находили солдатиков, сделанных из камня, дерева, бронзы. Один из самых ранних солдатиков из свинца хранится в Британском Национальном музее и датируется 250 годом. В XIV веке в реке Сена была найдена полуобъёмная[уточнить] свинцовая фигурка рыцаря размером 60 мм. Сейчас она экспонируется в Музее Клюни в Париже.
В средние века солдатиков изготавливали для обучения рыцарских детей и юношей искусству баталий: с их помощью начали моделировать на столе действия отдельных боевых частей. Военная игра стала обязательным предметом при обучении наследников европейских престолов. В 1516 году мастер Ганс Бургмайер из Аугсбурга изготовил для императора Максимилиана I коллекцию фигурок пеших рыцарей.
В 1578 году городской совет немецкого города Нюрнберга официально узаконил производство фигурок солдатиков в качестве детских игрушек.
Известна коллекция из 300 солдатиков, подаренная Марией Медичи своему сыну, будущему Людовику XIII. Крупное игрушечное войско было у Людовика XIV, чья армия, изготовленная из картона, состояла из 20 эскадронов и 10 батальонов. В 1650 году скульптор Шассель и золотых дел мастер Мален сделали для него новую армию из серебра. Замечательное собрание солдатиков, состоявшее из серебряных фигурок, было у принца Оранского. Для сына императора Наполеона сделали солдатиков из золота. Этот набор из 117 фигурок сохранился до сих пор; он считается самой дорогой игрушкой в мире — коллекция состояла первоначально из 120 фигур, имитирующих корсиканских добровольцев, прославившихся в 1800 году в битве при Маренго. Королева Гортензия хранила их до 1821 года. Затем они были перекрашены в соответствии с расцветкой формы солдат австрийской армии, и собрание попало в Вену, откуда в 1832 году было возвращено во Францию.

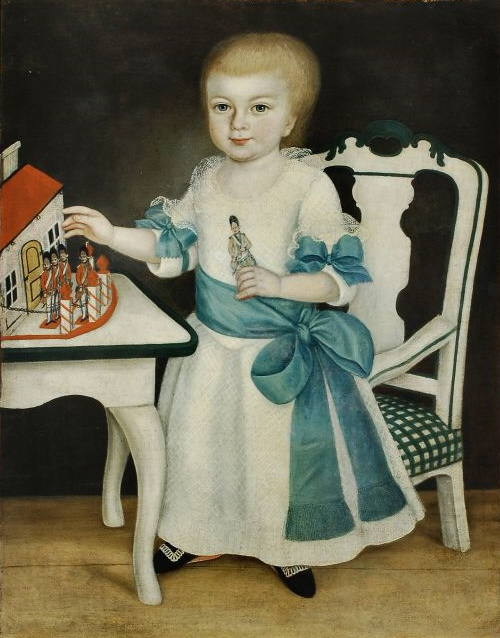
Мальчик, играющий в бумажные солдатики. Неизв. художник, сер. XVIII в.

Российский император Пётр I был также неравнодушен к этому увлечению: в его распоряжении находилась большая коллекция миниатюрной артиллерии с оловянными артиллеристами. Хорошо известна коллекция солдатиков российского императора Петра III (1728—1762). В ней были не только простые фигурки из дерева, воска, свинца, но даже из ваты, закреплённой сахарной пудрой; кроме этого, в его коллекцию входили механические фигурки саксонской работы. Император имел специальный кабинет, на полках которого стояло множество солдатиков, а на столе — игрушечная фортеция, где он разыгрывал сражения, изучал военное дело. У императора Павла I солдатики были импортные, а стреляющие пушки и модели военных кораблей для него делали русские мастера (история сохранила имя одного — К. В. Данилова — автора знаменитой игрушечной Павловской батареи). Большими поклонниками солдатиков были великие князья Николай Павлович (будущий император Николай I) и его брат Михаил. В 1854 году император Николай I заказал Вильгельму Хайнрихсену — сыну основателя известной нюрнбергской фирмы — изготовление фигур солдат российской императорской гвардии, как учебное пособие для кадетского корпуса. Серия фигур высотой 60 мм включала изображения гвардейских кирасир, гусар, конных гренадер, драгун, казаков, конной артиллерии и гвардейской пехоты. Для каждого конного полка делалось по 6 фигур: полковой командир, офицер, штандарт, трубач, унтер-офицер и рядовой. Исключением были гвардейские кирасиры — добавлялись ещё литаврщик и рядовой первой шеренги (с пикой вместо палаша). Гвардейская пехота состояла из конного полкового командира, офицера, двух музыкантов и рядового. Некоторые солдатики, например конная артиллерия и драгуны, в целях экономии повторялись и отличались лишь росписью. Весь заказ оценивался в 15 000 гульденов.

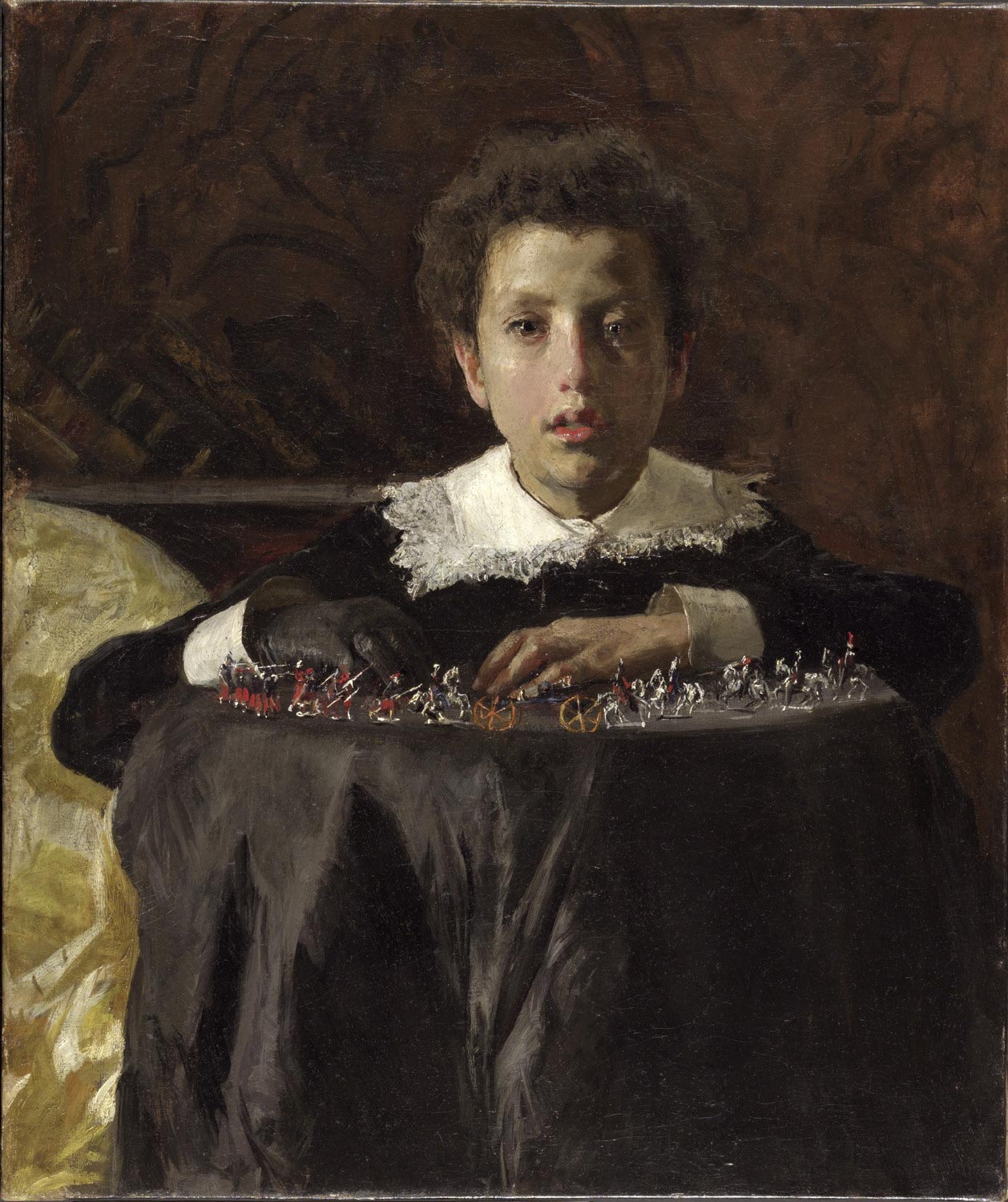
Антонио Манчини. «Мальчик, играющий в солдатики» (1876)

Раскрашенные литые оловянные солдатики в современном виде появились около 1730 года в Пруссии у короля Фридриха Великого (первоначально они использовались для разработки принципов тактики на настольных макетах местности, потом в них начали играть придворные, а в дальнейшем их начали выпускать как детские игрушки).
Период расцвета плоской оловянной миниатюры связан с личностью Иоганна Хильперта, выходца из Кобурга (Саксония). В 1760 году он основал отдельное производство и за короткое время разработал эталон оловянной фигурки, превратив её из незамысловатой игрушки в художественное произведение. Высокий спрос потребовал от мастеров поиска экономичных способов производства солдатиков.

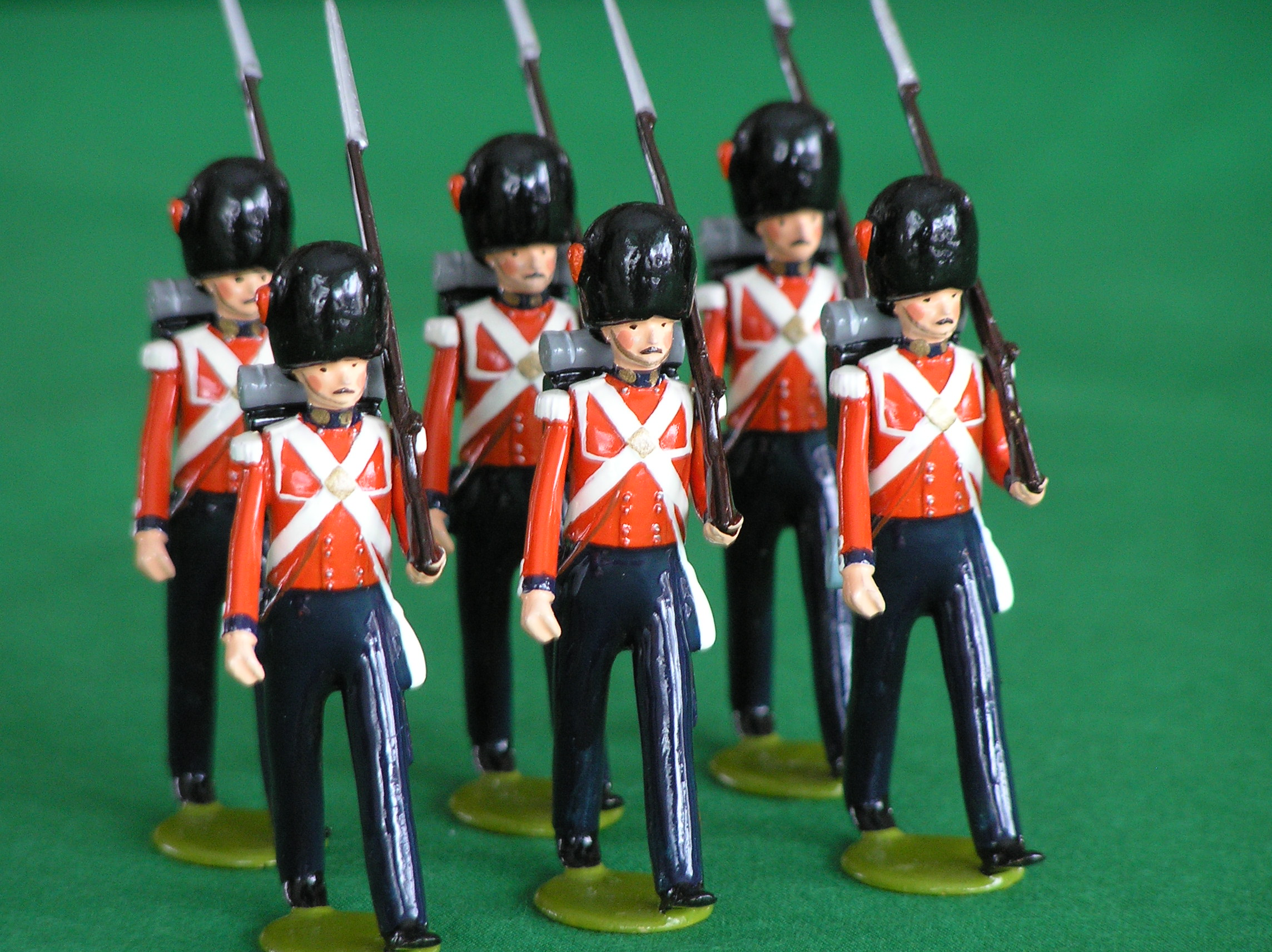
Британские солдатики времён Крымской войны, нач. XX в.

В 1819 году берлинский гравёр Густав Зёльке открывает фабрику и изготавливает для короля плоские фигурки солдат всех родов войск прусской армии. B начале XIX века уже не только в Нюрнберге, Фюрте и Аугсбурге, но и в Берлине, Потсдаме, Лейпциге, Фрайбурге, Майсене, Дрездене и других германских городах стали возникать «фабрики оловянных фигур».
В 1839 году художник и гравер из Силезии Эрнст Хайнриксен (нем. Heinrichsen; в русскоязычных текстах встречается также написание «Генрихсен») открыл собственное производство в Нюрнберге и ввел «стандартный» 30-мм размер для пеших и 40-мм — для конных фигурок. Его продукция стала необычайно популярной и впоследствии завоевала международное признание под названием «нюрнбергской миниатюры». В литературе встречается также другое определение «нюрнбергского стандарта»: 32 мм для пеших и 44 мм для конных фигур, не считая головных уборов. Это разночтение связано с различными методами измерения высоты фигурок: либо до «воображаемой» макушки головы (которая обычно недоступна из-за наличия головного убора), либо до уровня глаз (такой размер получается меньше реального роста солдатика).
Франция является родиной объёмных фигурок, технология изготовления которых позволяла с определённой точностью воспроизводить мелкие детали одежды. «Золотым веком» исторической оловянной миниатюры стала вторая половина XIX столетия. В 1893 году британский производитель Уильям Бритейн (William Britain Jr.) совершил революцию в изготовлении солдатиков, внедрив метод полой отливки (шликерного литья), в результате чего солдатики стали более легкими и дешёвыми.

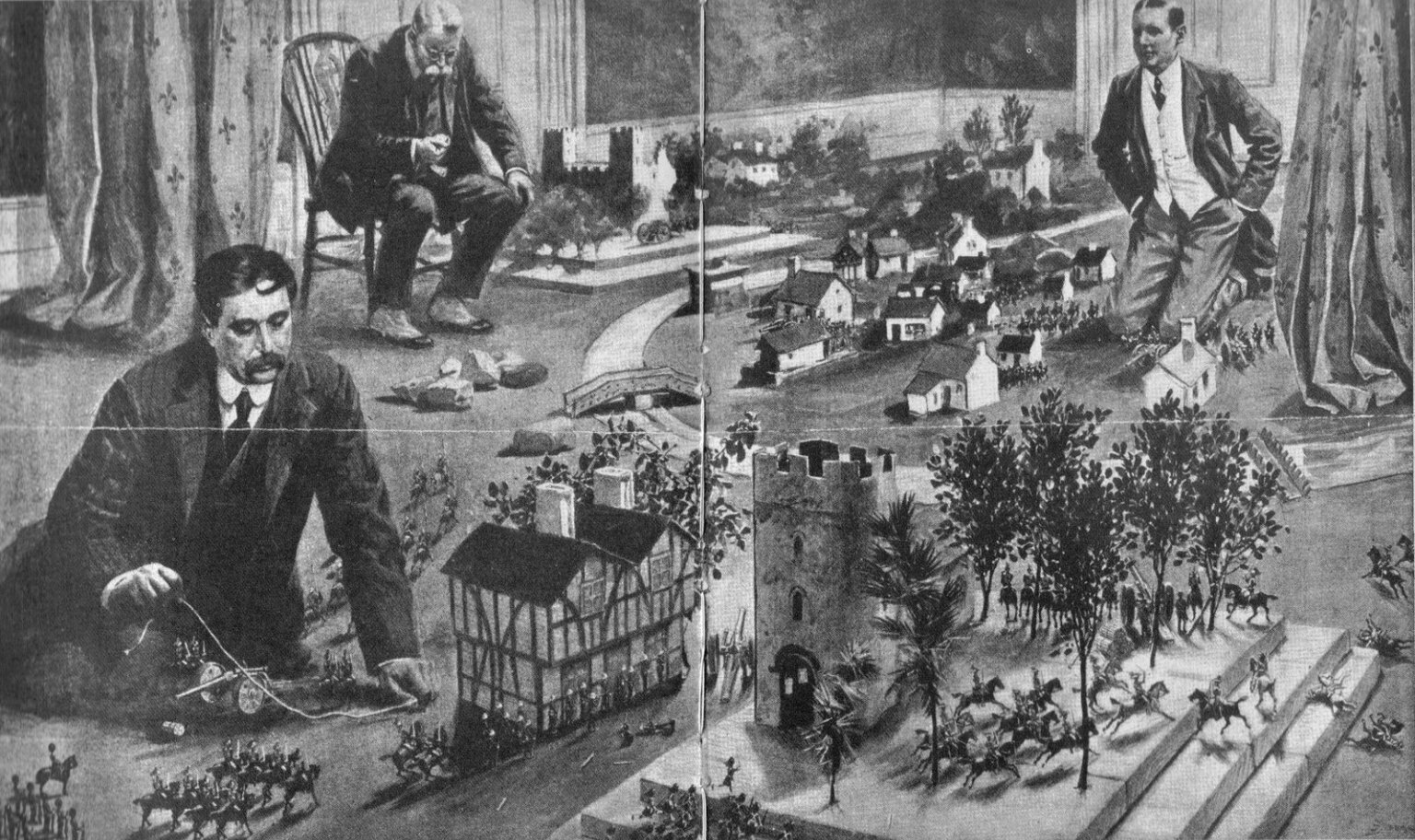
Г. Д. Уэллс играет в солдатиков

В домах зажиточных европейцев и знати второй половины XIX века игрушечные солдатики, в том числе оловянные, становятся неотъемлемым предметом интерьера детских комнат для мальчиков, они фигурируют в изобразительном искусстве, художественной литературе, поэзии, например, в детских балладах Р. Л. Стивенсона:
Когда я много дней хворал,

На двух подушках я лежал,

И чтоб весь день мне не скучать,

Игрушки дали мне в кровать.
Своих солдатиков порой

Я расставлял за строем строй,

Часами вел их на простор —

По одеялу, между гор…
«Страна кровати» (1885)
Те орехи, что в красной коробке лежат,

Где я прячу моих оловянных солдат,

Были собраны летом; их няня и я

Отыскали близ моря, в лесу, у ручья…
«Мои сокровища» (1885)

### Солдатики в XX веке
Игра в солдатики была популяризирована известным писателем-фантастом Г. Д. Уэллсом в 1913 году в книге «Маленькие войны» (англ. Little Wars). Будучи пацифистом, он надеялся, что, «наигравшись в солдатиков», будущие дети не будут столь же охотно участвовать в настоящих войнах.
В 1950-х годах выпуск фигурок из олова сократился; их стали выпускать из других материалов. В частности, в развитых странах появились в продаже пластмассовые солдатики, выпускавшиеся, как правило, наборами по 5-12 шт. Фигурки таких солдатиков выпускались, чаще всего в масштабе 1:32 (5,4-6 см).

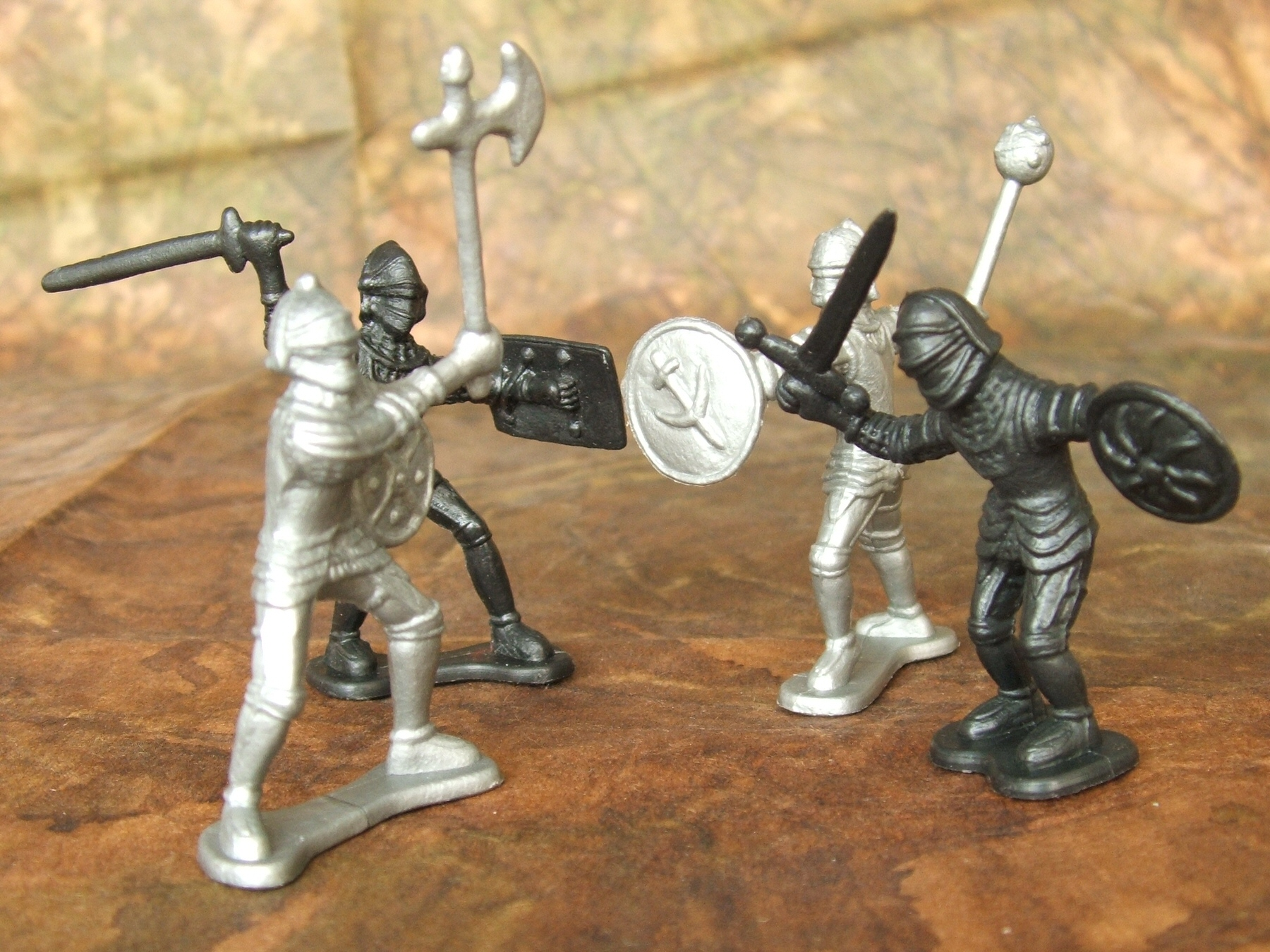
Воины Средневековья. Пластиковые солдатики

Во второй половине XX века среди мировых производителей солдатиков лидировали фирмы Barzso, Louis Marx and Company, Miller, Paragon, Revell, TSSD (США); Conte (Канада); Domplast, Elastolin, Hemo, Heyde, Manurba (ФРГ); Linde, Pfeiffer, Schweizer (Австрия), Airfix, Matchbox, Britains Herald & Deetail, John Hill & Company, Lone Star, Revell, TIMPO, Wendal (Великобритания); Acedo, Aludo, Clairet, Cofalu, Colorado, Cyrnos, JEM, Starlux (Франция); Fontanini, Italeri, Cromoplasto, Dulcop, Atlantic, Esci, Fontanini, Cane (Италия); Jescan, Lafredo, Oliver, Reamsa (Испания), Expeditionary Force (Сингапур) и др.

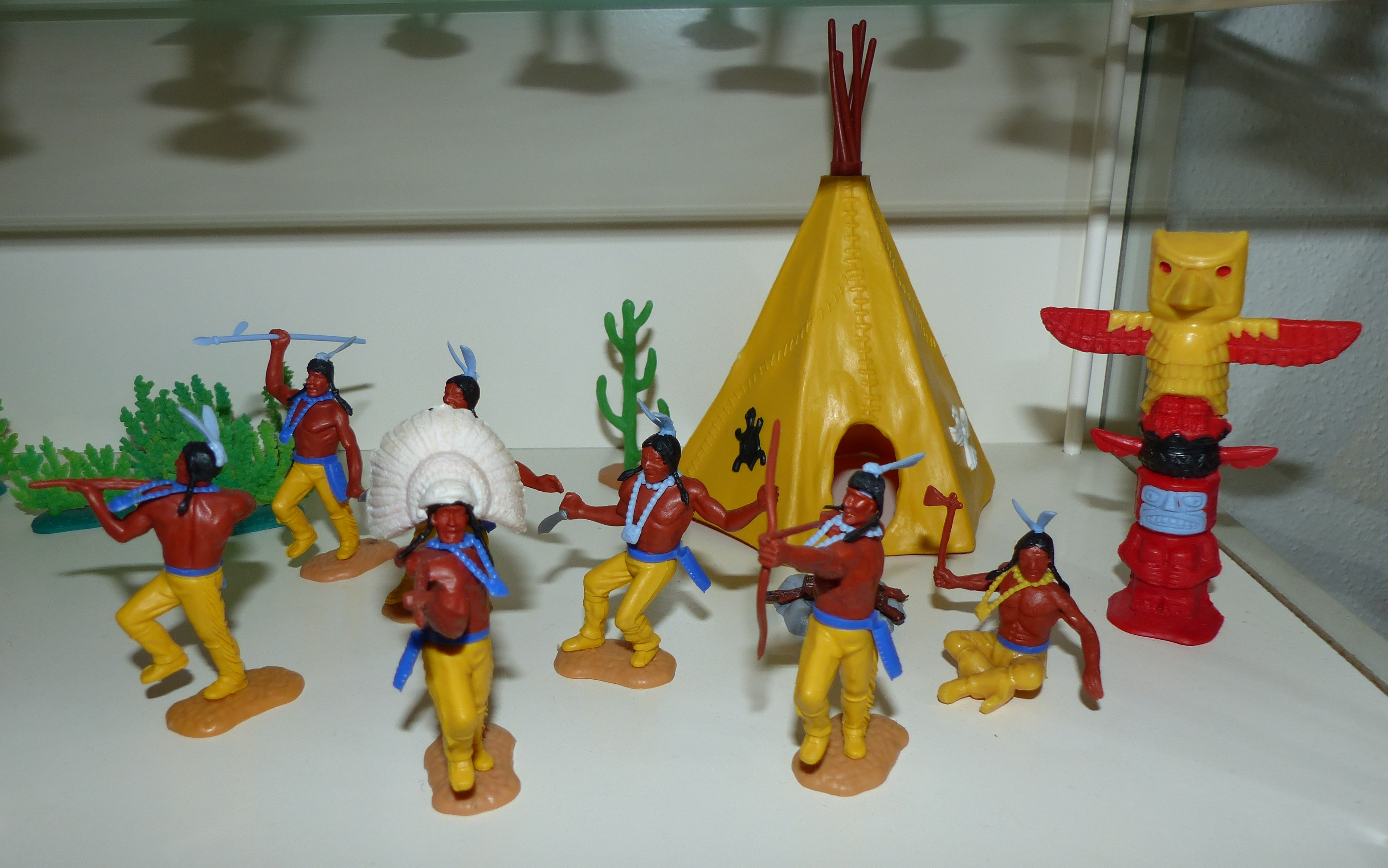
Набор индейцев британской фирмы TIMPO, 1980-е гг.

Наиболее известными стали пластмассовые наборы американской фирмы Louis Marx and Company («Louis Marx & Co., Inc.»), например, «Первобытные люди», «Египтяне», «Римляне», «Викинги», «Рыцари», «Пираты», «Индейцы», «Ковбои» и пр. серии «Warriors Of The World», с 1956 года выпускавшиеся также фирмой Charmore в ФРГ, с 1958 — на предприятии фирмы Plastimarx в Мексике, с 1962 года — британской фирмой Quaker Oats Co. в Гонконге, а с 1965 года — фирмой WOW в Тайване. В 1975 году пресс-формы этих наборов были закуплены В/О «Новоэкспорт», после чего данные фигурки массово производились в 1977—1997 годах на Донецком заводе игрушек (ДЗИ); с 1979 года набор «Египтяне» выпускался на Днепропетровской фабрике игрушек (ДФИ). С 1984 года копии некоторых из этих фигурок (ковбои, викинги) стали производиться и на Московском опытно-экспериментальном заводе «Огонёк».
В СССР 1970—1980-х годов также пользовались популярностью наборы «резиновых» (на самом деле отлитых из ПВХ) индейцев, ковбоев и африканцев, производившиеся в ГДР фирмой PHG Qualitatsspielzeug Effelder, а также кооперативными предприятиями Антона Рёдера (Lisanto), Артура Риделера (ARI), Эмиля Байера, Георга Блехшмидта, Александра Гайнера, Артура Шоенау, Рихарда Хопфа, Фрихольда Фишера и др., сегодня ставшие предметом коллекционирования.

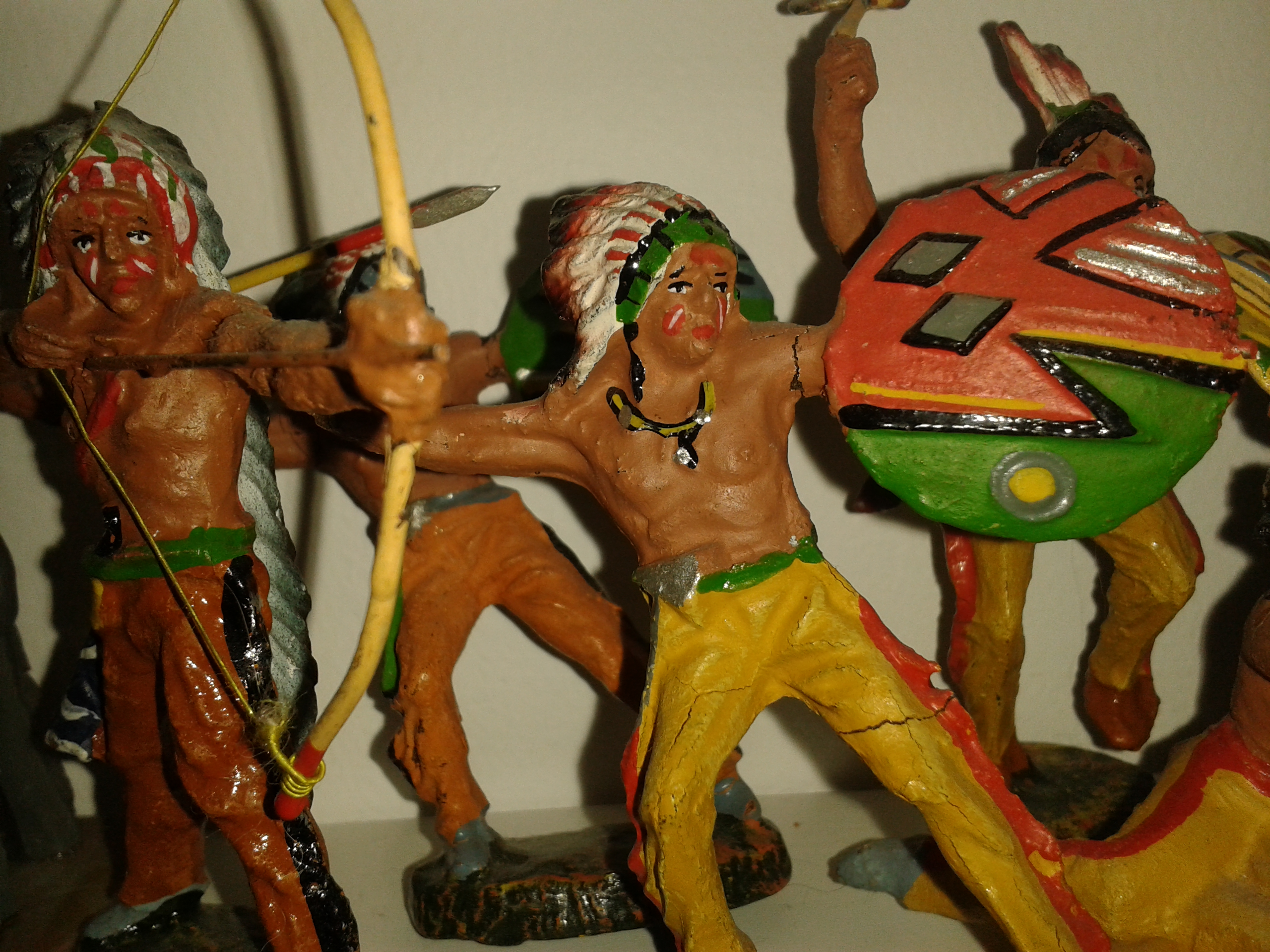
Пластиковые раскрашенные индейцы фирмы Elastolin (ФРГ). 1970-е гг.

### Солдатики в СССР
В первые годы Советской власти солдатики и пр. военные игрушки, как и до революции, изготовлялись в основном кустарными артелями, и лишь в середине 1930-х годов, накануне грядущей войны, на этот мощнейший способ воспитания и пропаганды (как и в соседней Германии) было обращено внимание со стороны государства. Устами ведущих военных специалистов, таких, как комбриг Новицкий, критиковались неточности в униформе и «уродливость» фигурок, которые тем самым «компрометировали Красную Армию», давая детям неправильное представление об образе красноармейца.
Довоенные советские солдатики, которые сейчас иногда встречаются в коллекциях, не отличались особой изысканностью форм, но эти игрушки, как никакие другие, дают представление о советской эпохе. Облупленные фигурки так называемых советских «оловянных солдатиков» кажутся очень тяжелыми но, взяв их в руки, можно убедиться в обратном: они очень легки на вес. Из-за дороговизны олова, отливались они, как правило, из различных сплавов. В то время как Европа ещё с 1920-х годах в целях экономии уже отказалась от использования металла и перешла на иные материалы, в СССР традиционно производство «железных» солдатиков продолжалось вплоть до конца 1980-х годов.
В послевоенное время, всё в тех же целях экономии, фигурки солдатиков начинают отливать из более дешёвых алюминиевых сплавов, как правило, силумина (сплава алюминия с кремнием), из-за чего фигурка становится тяжелее, хотя и отливается по тем же довоенным формам. Если ранние советские промышленные солдатики (конца 1930-х гг.) изготовлялись «в объёме», то со временем, после войны, они становятся «полуобъёмными».

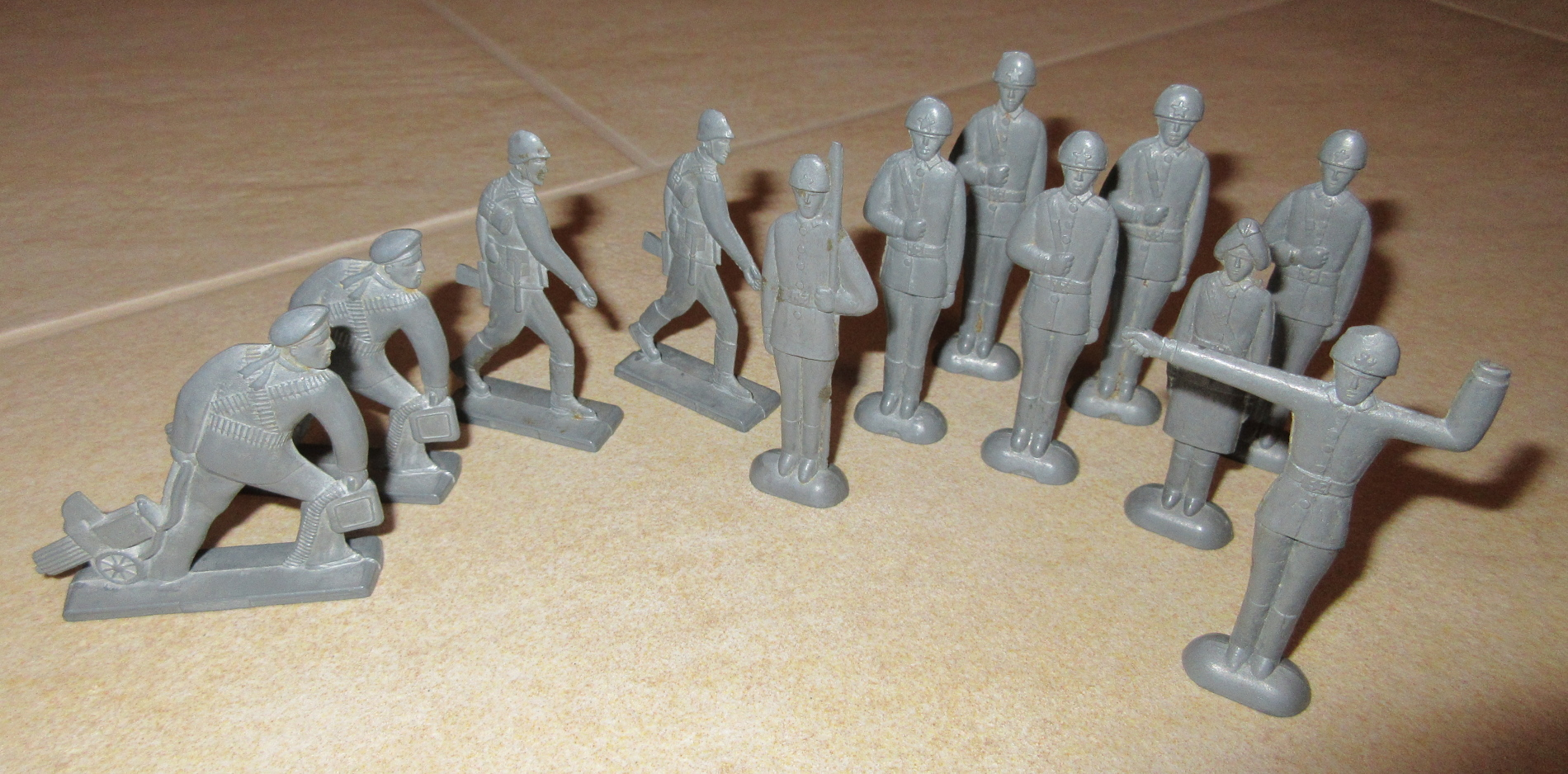
Солдатики Брянского Автомобильного завода в частности набора «солдаты в походе» (материал ЦАМ).

Некоторые послевоенные солдатики, отлитые из сплавов алюминия, с годами трескаются и разрушаются, что говорит о качестве металла, используемого для их производства. Сравнивая фигурки 1930-х годов с фигурками 1950—1970-х годов, заметно, что требования к ним намного снизились. Раскраска солдатиков становится схематичной, безликой, а впоследствии просто однотонной, без выделения лица и рук. Для сравнения, в 1930-е годы на некоторых фигурках (шагающие матросы) на черных башмаках можно разглядеть даже коричневую кожаную подошву.
В середине 1960-х годов в СССР приходит «эпоха пластмассового солдатика», который иногда являлся дешёвой копией металлического. Пластмассовые солдатики, а также прочая военная игрушка, сильно теснят своих металлических собратьев, выпускаемых теперь в меньших количествах. Наиболее известными стали исторические наборы «Ледовое побоище» (1969), «Красная кавалерия» (1972) и «30-летие Победы» (1974) Московского завода игрушек «Прогресс» (до 1966 года — Завод металлической игрушки № 1), пресс-формы для которых изготовлены были скульптором З. В. Рылеевой, металлическое «Ледовое побоище» Ленинградского карбюраторно-арматурного завода им. В. В. Куйбышева (ЛКЗ), пресс-формы для которого разработал в 1968 году скульптор Л. С. Разумовский. Последним в 1987 году также созданы пресс-формы для набора «Куликовская битва», выпускавшегося в пластмассе сначала Ленинградским карбюраторно-арматурным заводом им. В. В. Куйбышева (ЛКЗ), а сегодня — под названием «Русь и Орда» — производящегося ООО «Балтийская химическая компания» (ОАО по переработке пластмасс им. «Комсомольской Правды») и ЗАО «Пластмастер» (ООО «Пластмассы»).
Широкую известность получили также наборы солдатиков «Воины средневековья» (на тему той же битвы на Чудском озере), «Конница Отечественной войны 1812 года» и «Конармия» Астрецовской фабрики металлических игрушек, по пресс-формам скульптора Б. Д. Савельева. Последние в 1980-х годах дублировались в чёрной пластмассе Московским заводом пластмассовых игрушек «Малыш».

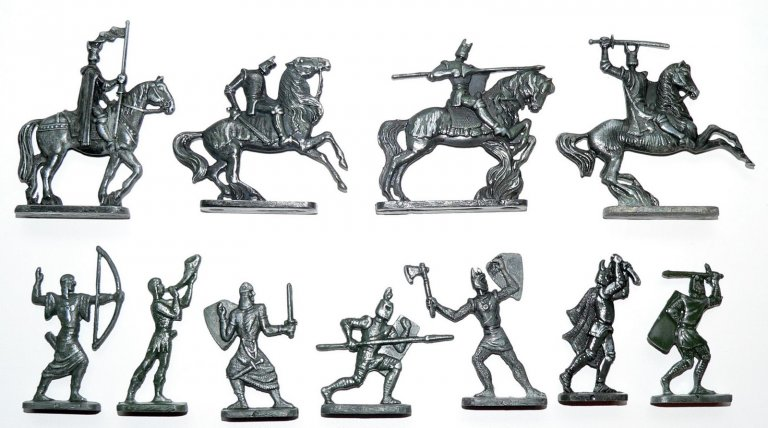
«Воины средневековья». Автор пресс-форм Б. Д. Савельев. Астрецовская фабрика металлических игрушек. 1972 г.

Массовыми тиражами выпускались, как в металле (силумине), так и в пластике, наборы «Русские воины» («Донской поход»), «Солдаты революции», «Матросы на параде» Московского завода игрушек «Прогресс», а также наборы солдатиков Минского моторного завода и Брянского автомобильного завода.
После начала в 1976 году производства на Донецком заводе игрушек (ДЗИ), а с 1979 года и на Днепропетровской фабрике игрушек (ДФИ), объёмных фигурок с высокой степенью детализации, нетрадиционных для нашей страны — первобытных людей, египтян, римлян, викингов, рыцарей, пиратов, индейцев, ковбоев и т. п. — пластмассовая фигурка навсегда завоёвывает сердца советских мальчишек.
В 1984 году на Московском опытно-экспериментальном заводе игрушек «Огонёк» начинается выпуск набора индейцев (по пресс-формам набора «Go to West» фирмы Cofalu, Франция), а также ковбоев и викингов — по пресс-формам ДЗИ (быв. Louis Marx and Company). В 1980-е годы на Московском заводе игрушек «Прогресс» массовыми тиражами выпускаются подарочные наборы объемных пластиковых фигурок «Воины средневековья», «Русская дружина», «Индейцы», «Солдаты в бою». Почти все они, как правило, являлись копиями зарубежных образцов. Например, набор рыцарей средневековья являлся копией итальянской фирмы Dulcop, а набор разборных пластиковых индейцев — британской фирмы TIMPO.
Московским комбинатом игрушек (МКИ) производилась серия фигурок конных воинов разных эпох и народов — «Римский всадник», «Рыцарь», «Русский богатырь», «Монгольский всадник», «Турецкий янычар», «Польский гусар», «Запорожский казак», «Донской казак», «Гусар 1812 года» и др. — пресс-формы для которых создал скульптор-дизайнер Михаил Анохин. Будучи изготовленными из экологически чистой резины, они не выделялись высоким уровнем детализации, зато отличались прочностью и были безопасными для детей младшего возраста.

### Солдатики в современной России

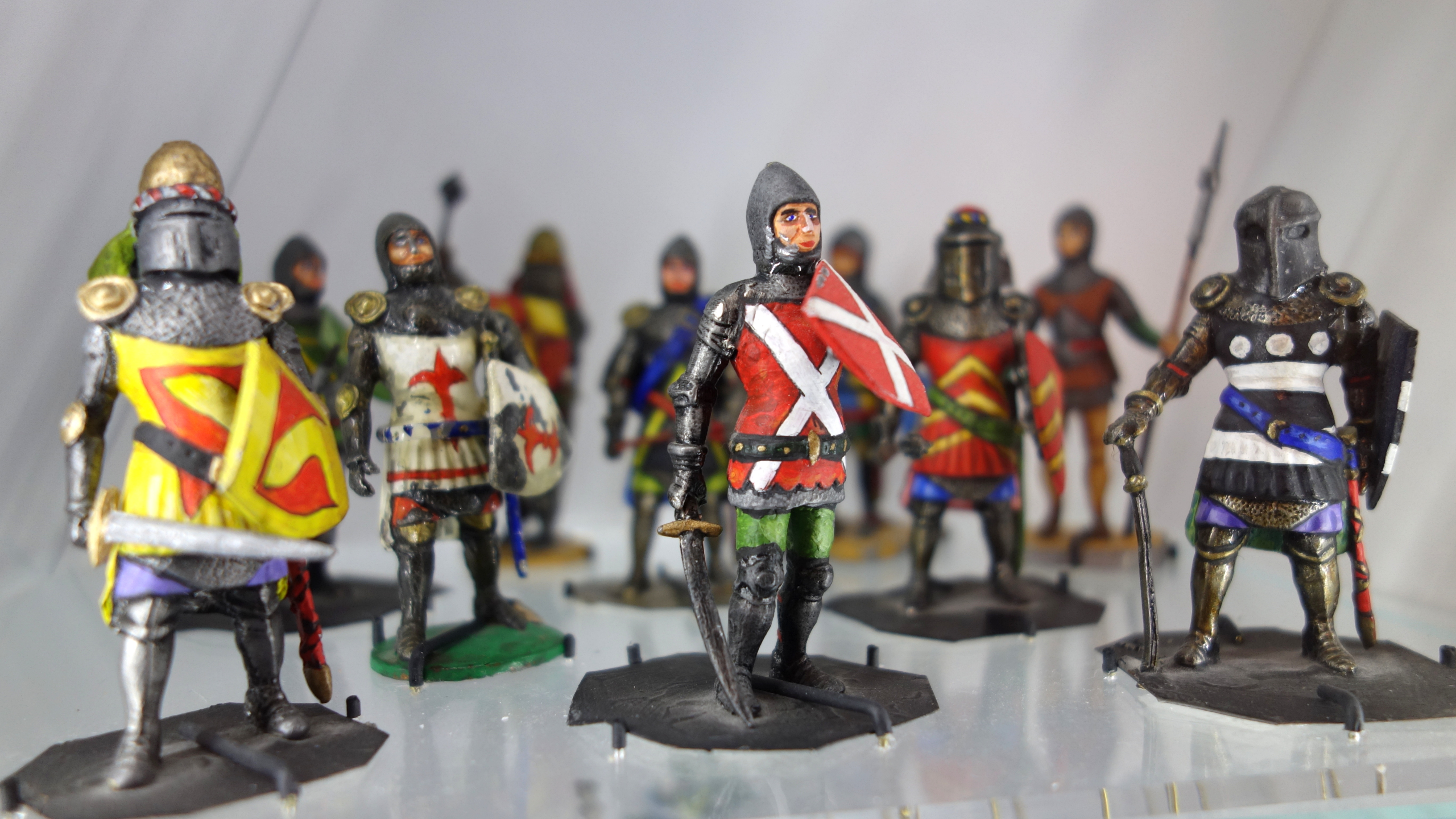
Рыцари Средневековья. Выставка в Королевском музее Онтарио, Торонто

В 1990-е годы экономические и финансовые трудности привели к закрытию почти всех крупных предприятий, производивших солдатиков в России и на Украине. В результате рынок заполонили низкокачественные китайские поделки, тогда как наборы советского производства или их украинские копии (ДФИ, ЛЗИ), а также солдатики ДЗИ и ДФИ производства 1978—1997 годов, становятся предметом коллекционирования.

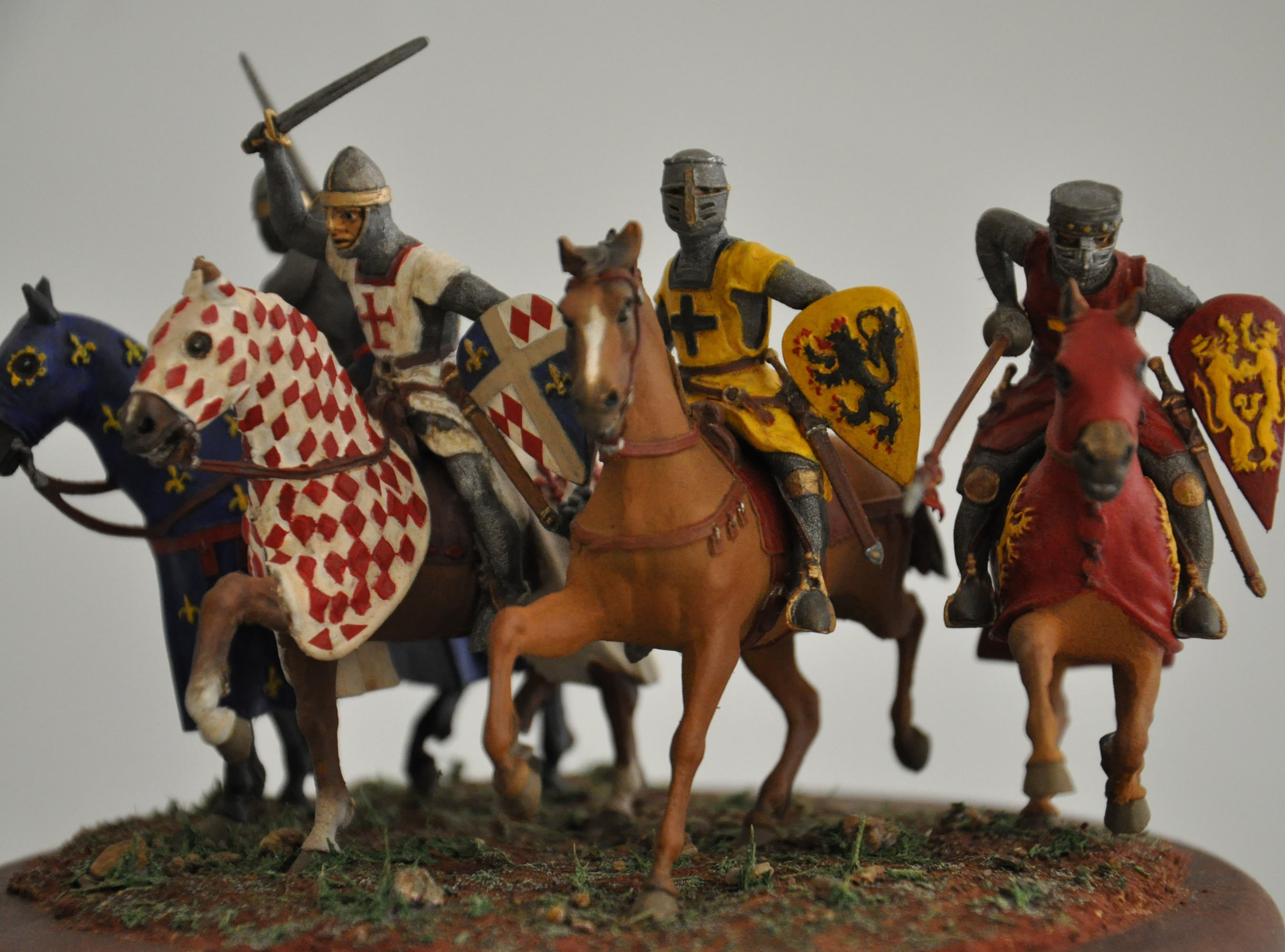
Рыцари Третьего, Седьмого и Пятого (слева направо) крестовых походов. Раскрашенная оловянная миниатюра

Сегодня исторические наборы солдатиков с высокой степенью детализации производятся, как правило, из пластика, частными фирмами «Инженер Басевич», «Солдатики Публия» (СПб.), «Хобби Бункер» (Москва), «Plastic Platoon», «Солдатики Ханомака», «Вымпел» и др., не поступая в широкую продажу. Наборы более дешевых пластиковых солдатиков, в том числе в стиле фэнтези, производятся компаниями ООО «Технолог», ООО «Ландрин», ООО «Балтийская химическая компания», ЗАО «Пластмастер» и др. Наборы исторических фигурок в тематических коробочках: «Русичи», «Галлы», «Римляне», «Сарацины», «Крестоносцы», «Лучники», «Амазонки», «Амазонка и Дракон» из серии «Эпоха Великих сражений» производятся компанией ООО «Биплант» (СПб.). Разнообразные плоские, конные и пешие пластмассовые исторические фигуры в тематических коробочках производятся фирмой «Солдатики ЛАД» (СПб.).
Такие наборы, как «Ледовое побоище-1» и «Ледовое побоище-2», выпущенные к 100-летию со дня рождения советского и израильского скульптора Зои Рылевой), во многом повторяют, но не копируют советские наборы «Ледовое побоище» Московского завода игрушек «Прогресс», и отличаются более высокой детализацией. Из числа других наборов можно назвать пластиковые наборы «Куликовская битва-1» и «Куликовская битва-2», а также «Ледовое побоище» петербургской фирмы «Солдатики Публия», отличающиеся исторической точностью и высокой детализацией, наборы «Московское войско» и «Запорожские казаки» совместного выпуска фирм «Солдатики Публия» и «Солдатики ЛАД», серию наборов «Тяжкий XIII век» (конные плоские фигуры «Княжеская дружина», «Рыцари Тевтонского ордена»), «Казахское ханство», «Воины Древней Эллады». Плоские фигуры из серии наборов «Легенды Сибири», посвящённые походу Ермака, производятся фирмой «Горыныч пласт» (Тюмень), фирмой «Воины и Битвы» (Омск) выпускаются наборы в тематических коробочках, плоские конные исторические фигуры, такие, как «Старшая дружина», «Младшая дружина», «Русская пешая дружина» (полк правой руки), «Русская пешая дружина» (полк левой руки), «Конные сержанты Тевтонского ордена», «Тевтонский орден» (пешие сержанты), «Тевтонский орден» (арбалетчики), «Тевтонский орден» (ставка магистра), «Ледовое побоище» (русичи), «Ледовое побоище» (тевтонцы), «Тевтонский орден» (конные рыцари), «Тевтонский орден» (пешие рыцари) и др.

### Мастера

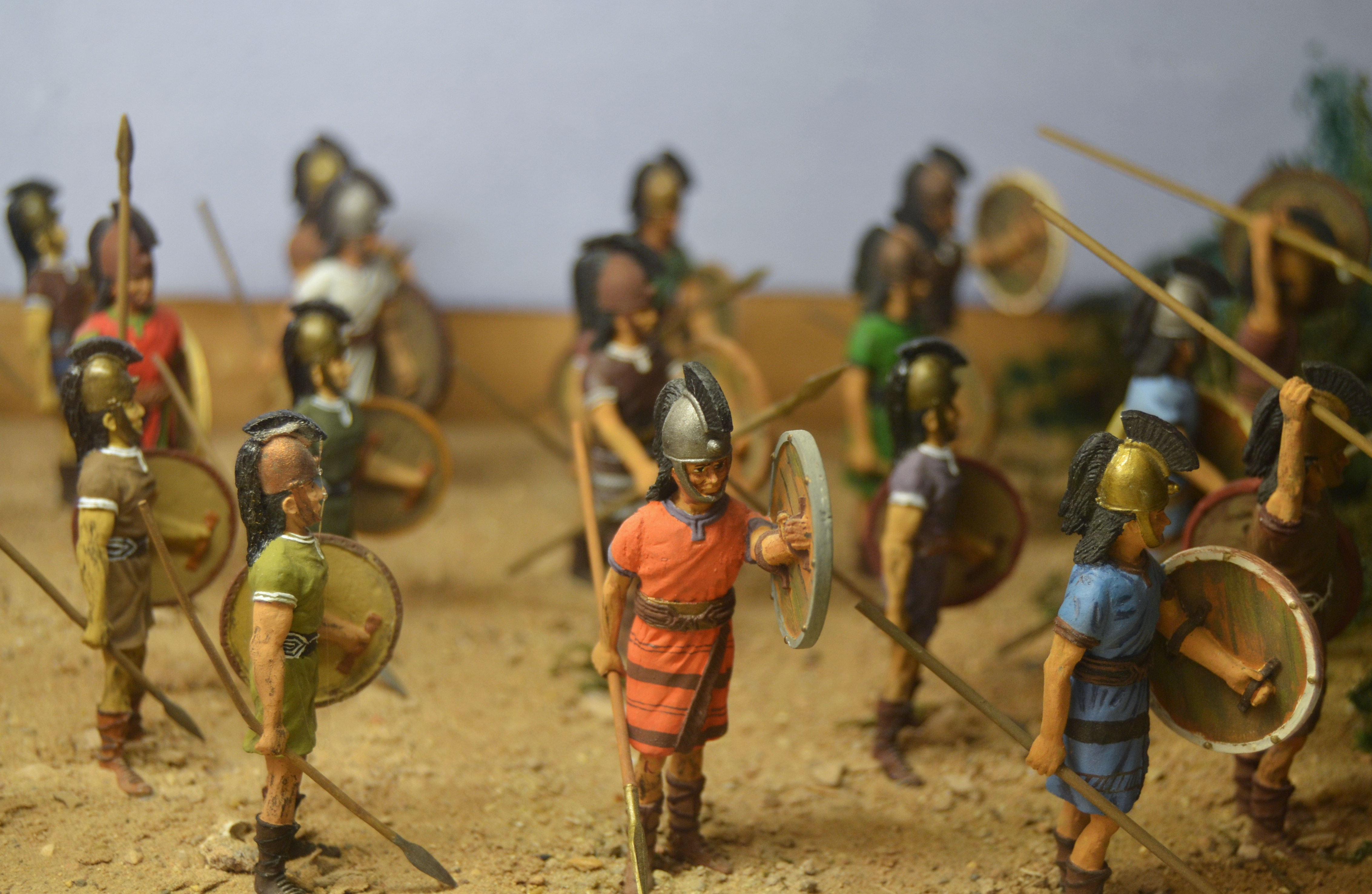
Хеттские воины. Музей оловянных солдатиков Л’Ибер (Валенсия)

В 1970—1980-е годы в СССР изо всей массы солдатиков выделялись работы четырёх мастеров — Льва Самсоновича Разумовского (1926—2006), Зои Васильевны Рылеевой (1919—2013), Бориса Дмитриевича Савельева (1928—2019), Михаила Анохина.

### Коллекционеры
Всего в СССР было три крупных известных коллекционера солдатиков — инженер Александр Иванович Любимов (около 20 тыс. фигурок), кандидат военных наук, полковник в отставке Михаил Викторович Люшковский (60 тыс. фигурок) и Лев Львович Раков. На основе их коллекций были созданы макеты «Штурм Казани», «Атака батареи Раевского», «Тарутинский лагерь» для Военно-исторического музея артиллерии, инженерных войск и войск связи. С 1954 по 1964 год Любимов и Люшковский при исторической секции ленинградского Дома учёных реконструировали ряд памятных сражений (Нотебург, Ниеншанц, Лесная, Ватерлоо, Красное).
В 1968 году коллекции были приобретены Государственным Музеем им. А. В. Суворова. Коллекция считается одной из крупнейших в Восточной Европе и насчитывает более 60 тысяч солдатиков. Есть в коллекции музея и фигурка матроса высотой пять сантиметров, обнаруженная в 2013 году поисковиками на местах боев в Ленинградской области, и включённая в Реестр рекордов России как самый маленький мемориал защитника Ленинграда.

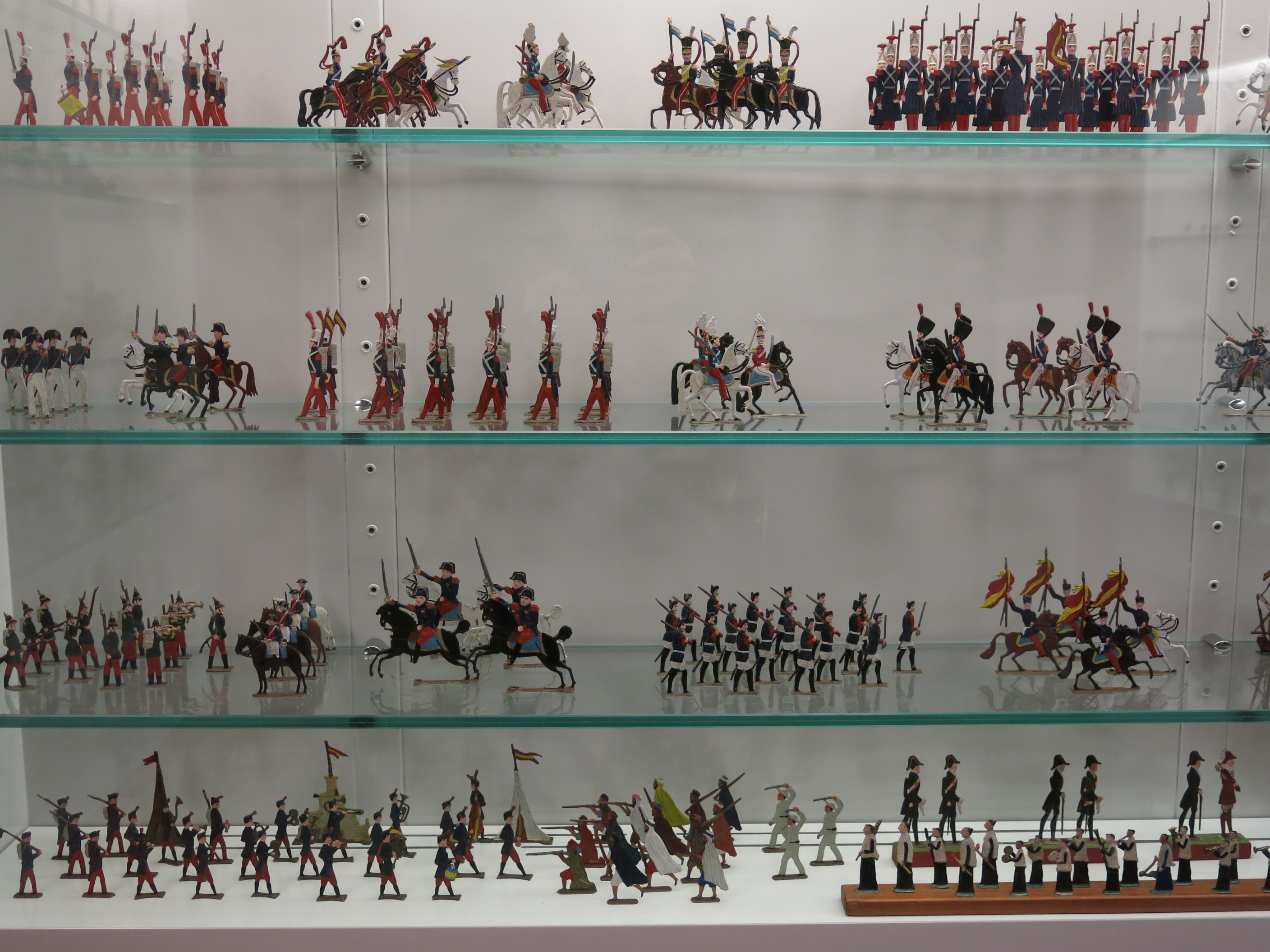
Солдатики из Музея скульптуры Фредерика Мареса в Барселоне

С 2021 года проводится ставшая регулярной выставка-ярмарка игровых солдатиков «Песочница», организуемая мастерской авторских солдатиков «Хобби Бункер». Выставка проходит в Москве, среди участников все известные производители фигурок, и новые скульпторы и фирмы имеют возможность представить свое творчество.

### Музейные собрания

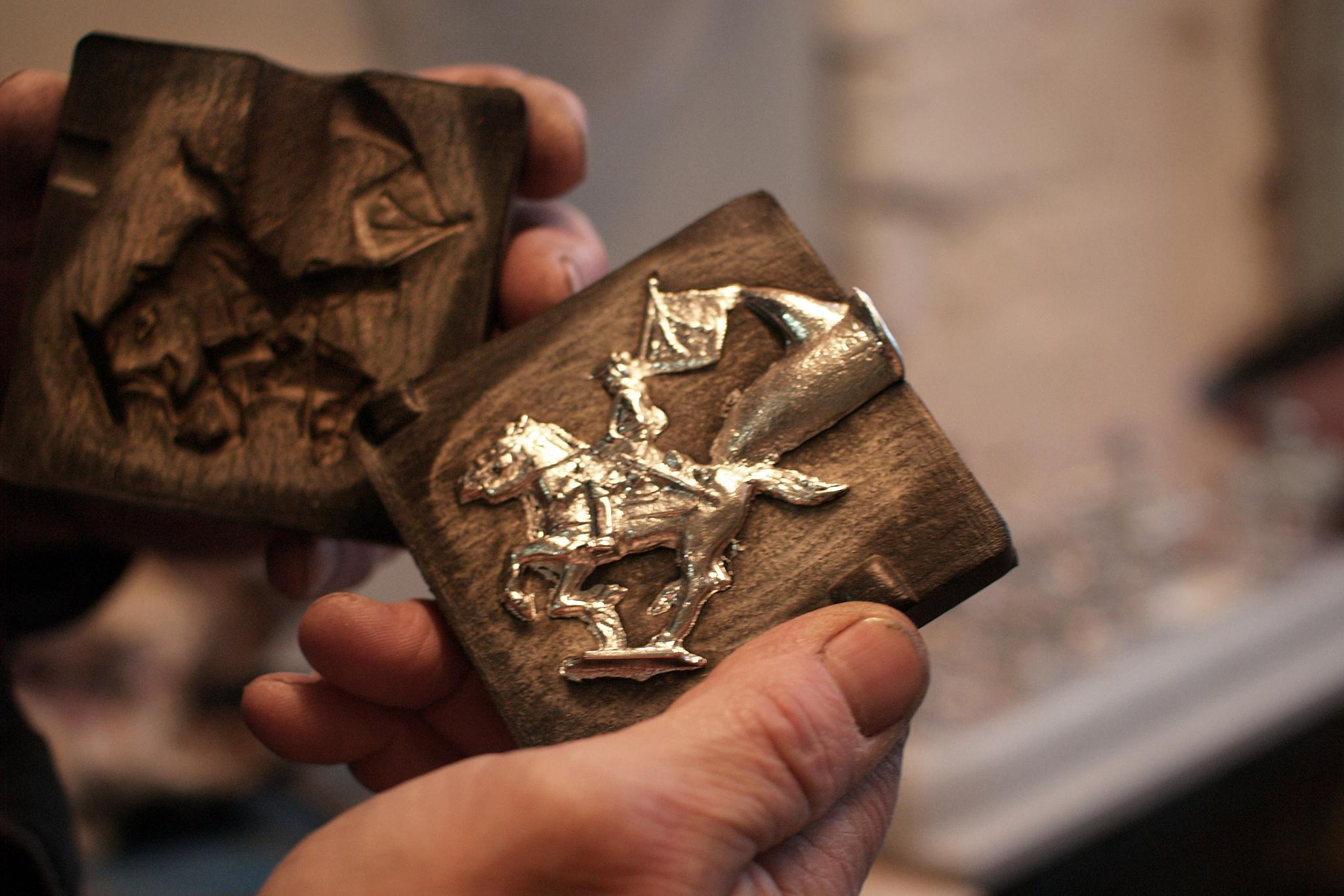
Оловянный солдатик в форме после литья

В 2007 году в Валенсии (Испания) в средневековом Паласио-де-Мальферит (XIV—XV вв.) открыт Музей оловянных солдатиков Л’Ибер, насчитывающий более 95 000 экспонатов. На сегодняшний день он является самым большим в мире общественным собранием исторических миниатюр.

## Солдатики в культуре
- Сказка Х. К. Андерсена «Стойкий оловянный солдатик» (1838).
- Баллады Роберта Льюиса Стивенсона «Страна кровати» и «Мои сокровища» (1885).
- Повесть «Война оловянных солдатиков» С. Р. Минцлова (1904)
- Рассказ «Записки Оловянного солдатика» П. Мури (пер. с франц. изд. Вольфа, 1910)
- Стихотворение (и песня) Владимира Высоцкого «Оловянные солдатики» (1968)[22].
- Рассказ Стивена Кинга «Поле боя» (1972), в котором действуют ожившие по непонятной причине солдатики.
- Художественный фильм «Монолог» (СССР, 1972) режиссера И. Авербаха.
- «Игрушечные солдатики» — фильм-боевик режиссёра Джона Фишера (США, 1984).
- «Игрушечные солдатики» — драматический фильм режиссёра Дэниэла Петри младшего (США, 1991).
- «Солдатики» — научно-фантастический фильм режиссёра Джо Данте (США, 1998).
- Песня «Кракатук» солистки российской фолк-рок-группы «Мельница» Хелависы, вошедшая в её третий сольный альбом «Люцифераза» (2018).

Развитием игры в солдатики можно считать компьютерные игры (серия Army Men, Toy Soldiers).